# Grevillea erinacea
Grevillea erinacea är en tvåhjärtbladig växtart som beskrevs av Meissn.. Grevillea erinacea ingår i släktet Grevillea och familjen Proteaceae. Inga underarter finns listade i Catalogue of Life.